# Europese kampioenschappen indooratletiek 2023 – 400 meter mannen
De 400 meter voor mannen op de Europese kampioenschappen indooratletiek 2023 vonden de series en halve finales plaats op 3 maart en de finale op 4 maart 2023 werd gehouden op de shorttrackbaan van Ataköy Arena in Istanbul in Turkije. Het was de vijfendertigste keer dat dit onderdeel op het programma stond.
De Noor Karsten Warholm won de 400 meter voor mannen in 45,35. De Belg Julien Watrin werd tweede in 45,44 dat een nieuw nationaal record betekende. De Zweed Carl Bengtström werd derde in 45,77.

## Records
Voorafgaand aan het toernooi waren dit het Wereldrecord, Europees record, Kampioenschapsrecord en de Wereld-, Europese leiding.
| Wereldrecord         | Christopher Morales-Williams | 44,49 | Fayetteville | 24 februari 2005 |
| Europees record      | DDR Thomas Schönlebe         | 45,05 | Sindelfingen | 5 februari 1988  |
| Europees record      | Karsten Warholm              | 45,05 | Glasgow      | 2 maart 2019     |
| Kampioenschapsrecord | Karsten Warholm              | 45,05 | Glasgow      | 2 maart 2019     |
| WL                   | Elija Godwin                 | 44,75 | Fayetteville | 25 februari 2023 |
| EL                   | Karsten Warholm              | 45,31 | Ulsteinvik   | 2 februari 2023  |

## Resultaten

### Series
De eerste twee van elke serie kwalificeerden zich direct voor de halve finales. Van de overgebleven atleten kwalificeerden de twee tijdsnelsten zich ook voor de halve finales.

#### Serie 1
| Rang | Atleet             | Land        | Tijd  | Bijz. |
| ---- | ------------------ | ----------- | ----- | ----- |
| 1    | Karsten Warholm    | Noorwegen   | 45,75 | Q     |
| 2    | Carl Bengtström    | Zweden      | 46,55 | Q     |
| 3    | Lionel Spitz       | Zwitserland | 46,79 |       |
| 4    | Vladimir Aceti     | Italië      | 46,80 |       |
| 5    | Mihai Sorin Dringo | Roemenië    | 47,06 |       |

#### Serie 2
| Rang | Atleet                   | Land      | Tijd  | Bijz. |
| ---- | ------------------------ | --------- | ----- | ----- |
| 1    | Iñaki Cañal              | Spanje    | 46,26 | Q, SB |
| 2    | Alexander Doom           | België    | 46,26 | Q     |
| 3    | Isaya Klein Ikkink       | Nederland | 46,74 |       |
| 4    | Muhammad Abdallah Kounta | Frankrijk | 47,55 |       |
| 5    | Iļja Petrušenko          | Letland   | 47,95 |       |

#### Serie 3
| Rang | Atleet           | Land      | Tijd  | Bijz. |
| ---- | ---------------- | --------- | ----- | ----- |
| 1    | Gilles Biron     | Frankrijk | 46,50 | Q, PB |
| 2    | Isayah Boers     | Nederland | 46,72 | Q     |
| 3    | Marvin Schlegel  | Duitsland | 47,01 |       |
| 4    | Andreas Grimerud | Noorwegen | 47,04 |       |
| 5    | Robert Parge     | Roemenië  | 49,67 |       |

#### Serie 4
| Rang | Atleet                  | Land       | Tijd  | Bijz. |
| ---- | ----------------------- | ---------- | ----- | ----- |
| 1    | Matěj Krsek             | Tsjechië   | 46,23 | Q     |
| 2    | Óscar Husillos          | Spanje     | 46,28 | Q     |
| 3    | João Coelho             | Portugal   | 46,51 | q     |
| 4    | Kajetan Duszyński       | Polen      | 46,66 | q     |
| 5    | Gustav Lundholm Nielsen | Denemarken | 46,93 |       |

#### Serie 5
| Rang | Atleet              | Land        | Tijd  | Bijz. |
| ---- | ------------------- | ----------- | ----- | ----- |
| 1    | Julien Watrin       | België      | 46,41 | Q     |
| 2    | Liemarvin Bonevacia | Nederland   | 46,87 | Q     |
| 3    | Ricky Petrucciani   | Zwitserland | 47,32 |       |
| 4    | Boško Kijanović     | Servië      | 47,36 |       |
| 5    | Manuel Guijarro     | Spanje      | 49,77 |       |

### Halve finales
De eerste twee van elke halve finale kwalificeerden zich direct voor de finale. Van de overgebleven atleten kwalificeerden de twee tijdsnelsten zich ook voor de finale.

#### Halve finale 1
| Rang | Atleet              | Land      | Tijd  | Bijz. |
| ---- | ------------------- | --------- | ----- | ----- |
| 1    | Carl Bengtström     | Zweden    | 45,77 | Q, SB |
| 2    | Matěj Krsek         | Tsjechië  | 46,03 | Q, PB |
| 3    | Alexander Doom      | België    | 46,12 | Q     |
| 4    | Liemarvin Bonevacia | Nederland | 46,60 |       |
| 5    | João Coelho         | Portugal  | 46,69 |       |
| 6    | Iñaki Cañal         | Spanje    | DNS   |       |

#### Halve finale 2
| Rang | Atleet            | Land      | Tijd  | Bijz. |
| ---- | ----------------- | --------- | ----- | ----- |
| 1    | Karsten Warholm   | Noorwegen | 45,43 | Q     |
| 2    | Julien Watrin     | België    | 45,82 | Q, NR |
| 3    | Óscar Husillos    | Spanje    | 45,86 | Q     |
| 4    | Gilles Biron      | Frankrijk | 46,71 |       |
| 5    | Kajetan Duszyński | Polen     | 47,01 |       |
| 6    | Isayah Boers      | Nederland | 47,39 |       |

### Finale
| Rang   | Atleet          | Land      | Tijd  | Bijz. |
| ------ | --------------- | --------- | ----- | ----- |
| Goud   | Karsten Warholm | Noorwegen | 45,35 |       |
| Zilver | Julien Watrin   | België    | 45,44 | NR    |
| Brons  | Carl Bengtström | Zweden    | 45,77 |       |
| 4      | Óscar Husillos  | Spanje    | 46,24 |       |
| 5      | Matěj Krsek     | Tsjechië  | 46,48 |       |
|        | Alexander Doom  | België    | DNS   |       |